# Dodge Sidewinder
Pour les articles homonymes, voir Sidewinder.

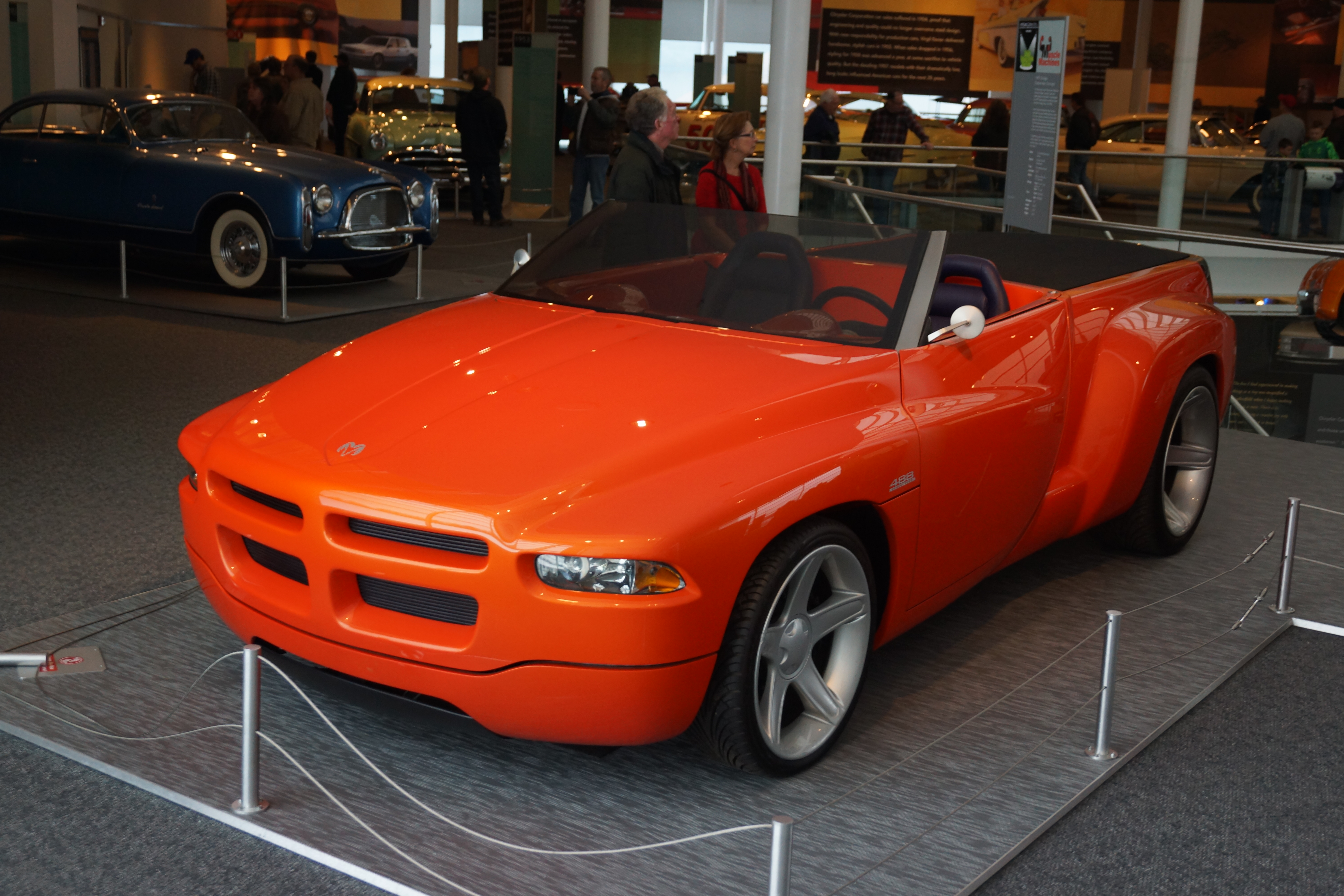
1997 Dodge Sidewinder Concept

La Dodge Sidewinder est un concept car dévoilé par Dodge en 1997 lors de la convention SEMA Show à Las Vegas. Il était basé sur une conception de Mark Allen de Chrysler, seulement deux ans après avoir obtenu son diplôme de l'école de design. Officiellement appelé Dodge Dakota Sidewinder, il utilise un moteur de Viper GTS-R monté à l'avant pour alimenter les roues arrière, sur un châssis construit par Riley & Scott. C'est la version futuriste du Dodge Dakota cabriolet.
Le moteur du Sidewinder est évalué à 649 ch (477 kW) et 719 N m de couple, ce qui permet à la voiture d'atteindre 97 km/h) en un peu moins de 4 secondes. La vitesse maximale du Sidewinder est de 274 km/h et la voiture est équipée d'une transmission automatique à 4 vitesses.